# Inmigración india en Canadá
La inmigración india es de las corrientes migratorias más relevantes y numerosas de Canadá. Dicha corriente migratoria comenzó en el siglo XX, consolidándose con el paso de los años, hasta hacer de la India una de las principales fuentes de inmigración en Canadá. Los indo-canadienses constituyen el segundo grupo migratorio más numeroso proveniente de Asia, después de los sino-canadienses y el tercero en total. Ambas naciones tienen vínculos entre sí, como el haber sido las dos colonias británicas y ser miembros de la Mancomunidad de Naciones; así como tener el inglés como un idioma oficial.
La India es un país diverso, al igual que Canadá, por ende, muchos inmigrantes originarios de la India pueden pertenecer a diversos grupos étnicos, así como también, profesar las diversas y numerosas religiones que existen en la India. Asimismo, muchos indios tienen por lengua materna distintos idiomas y/o dialectos, aunque el inglés es considerado como la lingua franca de la India.
Se utiliza el término indo-canadienses para designar a aquellas personas de origen indio, oriundos del subcontinente indio, pudiendo ser hijos de personas que emigraron desde el sur de Asia hacia Canadá, o personas de origen indio que tienen la ciudadanía canadiense. Los términos East Indian (indios del este) y South Asians (surasiáticos) se utilizan a veces para distinguir a las personas de origen ancestral de la India de los pueblos de las Primeras Naciones de Canadá, quienes son a veces, llamados de forma incorrecta en Canadá como indios. Esto es en parte porque históricamente América fue confundida por Cristóbal Colón con la India y los nativos americanos fueron confundidos por Colón con los indios y más tarde como antillanos o indios del oeste (West Indians). Por lo tanto no hay necesidad de distinguir entre indios del oeste y este, debido a que el término «indio» sólo se refiere a un solo grupo étnico.
Asimismo, el término indo-canadiense era de uso común hasta el siglo XXI. Muchos canadienses de origen indio sienten ahora que el término es incorrecto y discriminatorio. Muchos indios étnicos, que son ciudadanos canadienses sienten que su nacionalidad es primero, y que su etnia y nacionalidad son completamente distintos componentes de su identidad. Pocos otros ciudadanos canadienses, especialmente los de origen étnico europeo utilizan su etnia nacional y nacionalidad juntos. Algunos indios étnicos creen que el término "indo-canadiense" disminuye la validez y la fuerza de su identidad canadiense. La principal concentración de la población indo-canadiense se encuentra en el Lower Mainland de Columbia Británica (que incluye el Gran Vancouver), y el área metropolitana de Toronto en Ontario, sin embargo, hay comunidades en crecimiento en Calgary y Edmonton (Alberta), Hamilton (Ontario), y Montreal (Quebec).
Los indo-canadienses son significativamente más propensos que el promedio canadiense en tener un título universitario, y la mayoría de los indios en Canadá son socioeconómicamente de clase media.

## Historia
Puede que haya habido encuentros entre los asiáticos del sur y los pueblos de las Primeras Naciones durante el siglo XVI en la costa atlántica del actual Canadá. La evidencia de más al sur de los Estados Unidos sugiere que los esclavos del sur de Asia fueron de los primeros colonos de Jamestown, Virginia.

## Demografía

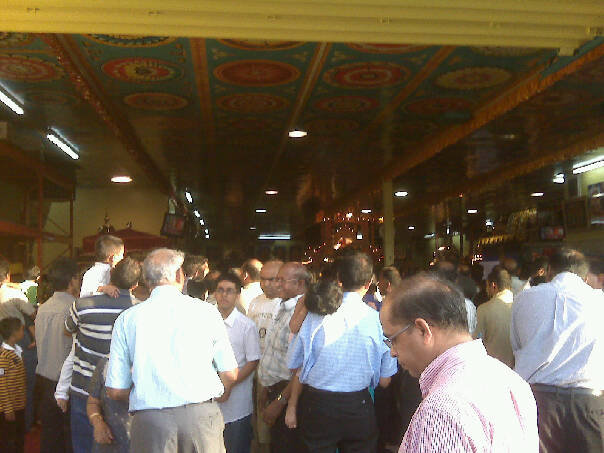
Grupo de indo-canadienses de fe hindú reunidos en la entrada del Templo Varasidhi Vinayakar de Scarborough, Ontario.

### Distribución geográfica de la población
La población indo-canadiense, según la Encuesta Nacional de Hogares de 2011, es la siguiente en cada una de las diez provincias y tres territorios de Canadá:
| Provincia o territorio    | Indo-canadienses | %    |
| ------------------------- | ---------------- | ---- |
| Ontario                   | 722.153          | 5.3% |
| Columbia Británica        | 302.153          | 6.5% |
| Alberta                   | 140.265          | 3.7% |
| Quebec                    | 53.400           | 0.6% |
| Manitoba                  | 25.400           | 2.0% |
| Saskatchewan              | 10.200           | 0.9% |
| Nueva Escocia             | 4.400            | 0.4% |
| Nuevo Brunswick           | 2.605            | 0.3% |
| Terranova y Labrador      | 1.395            | 0.3% |
| Yukón                     | 310              | 0.9% |
| Isla del Príncipe Eduardo | 255              | 0.2% |
| Territorios del Noroeste  | 165              | 0.4% |
| Nunavut                   | 80               | 0.3% |
| Canadá                    | 1.260.000        | 3.8% |

Las ciudades con grandes poblaciones indo-canadienses: áreas metropolitanas canadienses con grandes poblaciones de indo-canadienses:
| Ciudad         | Provincia o territorio | Indo-canadienses | Porcentaje |
| -------------- | ---------------------- | ---------------- | ---------- |
| Toronto        | Ontario                | 642.150          | 12.1%      |
| Gran Vancouver | Columbia Británica     | 250.820          | 10.1%      |
| Montreal       | Quebec                 | 45.640           | 1.2%       |
| Calgary        | Alberta                | 66.640           | 5.6%       |
| Edmonton       | Alberta                | 49.795           | 4.4%       |
| Ottawa         | Ontario                | 25.545           | 2.1%       |
| Winnipeg       | Manitoba               | 19.855           | 2.8%       |
| Hamilton       | Ontario                | 18.270           | 2.6%       |
| Victoria       | Columbia Británica     | 7.260            | 2.2%       |
| Kitchener      | Ontario                | 16.305           | 3.5%       |

A partir de 2009, la población indo-canadiense ha superado el millón de personas.

#### Toronto

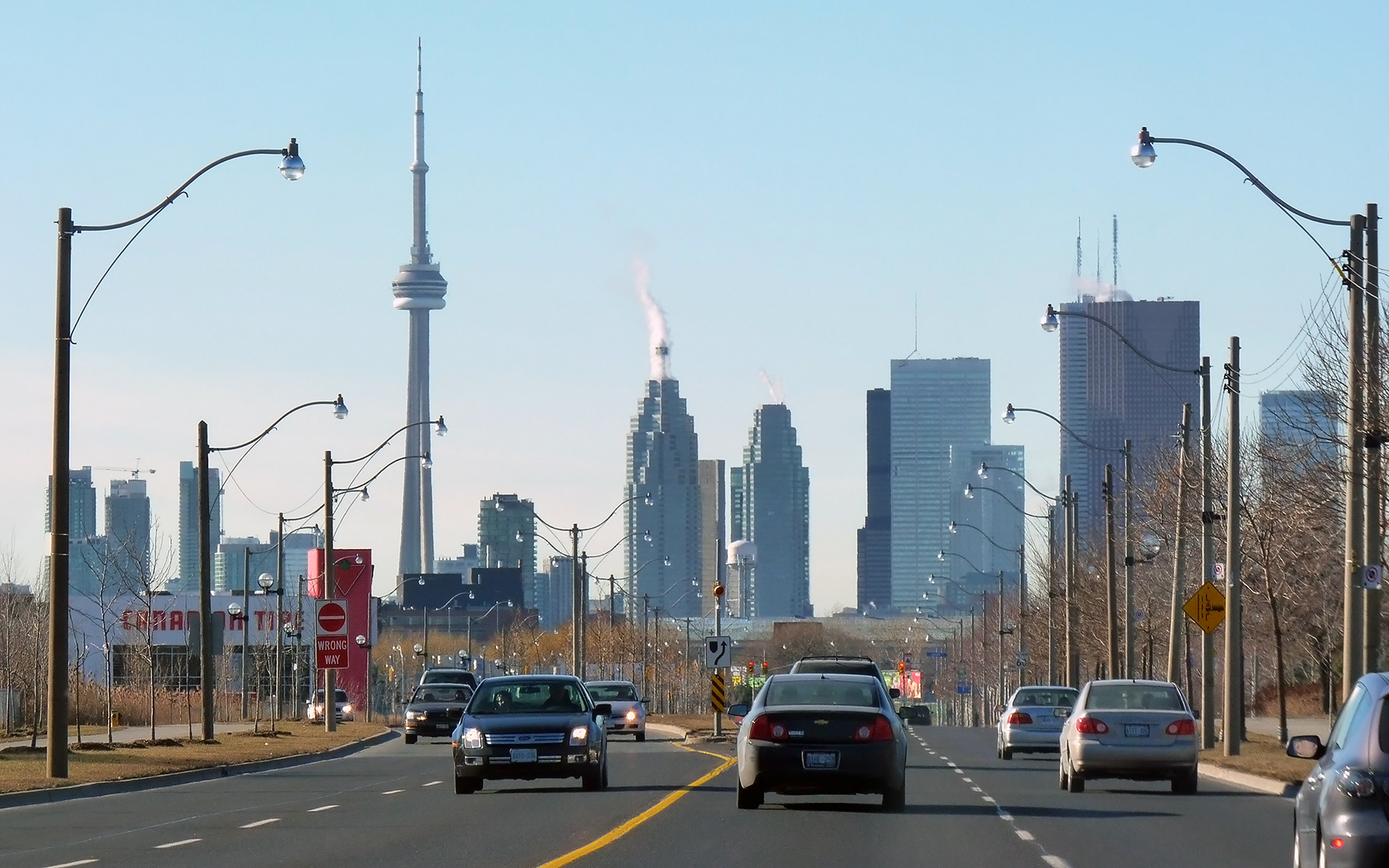
Toronto, en la provincia de Ontario, es la ciudad más poblada de Canadá, así como una de las ciudades más cosmopolitas del mundo.

Toronto alberga la mayor población indo-canadiense del país. Casi el 51% de toda la comunidad indo-canadiense reside en el área metropolitana de Toronto. La mayoría de los indo-canadienses en el área de Toronto viven en Brampton, Gerrard Street, Rexdale, Scarborough, y Mississauga. Los indo-canadienses tienen una presencia particularmente fuerte en Brampton, donde representan un tercio de la población, casi toda la población en la parte noreste de la ciudad. Los indo-canadienses en esta región son en su mayoría de origen punyabí, malayali, guyaratí, maratí, tamil y goano. Comparada con la comunidad indo-canadiense del Gran Vancouver, el área metropolitana de Toronto es el lugar donde vive una comunidad mucho más diversa de indios - tanto lingüística como religiosamente. Desde noviembre de 2015, Air Canada opera vuelos desde el Aeropuerto Internacional Toronto Pearson a la India.
Tanto el mayor templo hindú de Canadá, el BAPS Shri Swaminarayan Mandir Toronto, como el mayor gurdwara sij de Canadá, el Ontario Khalsa Darbar, están ubicados en el área metropolitana de Toronto. Ambos han sido construidos por la comunidad india de Canadá.

#### Gran Vancouver

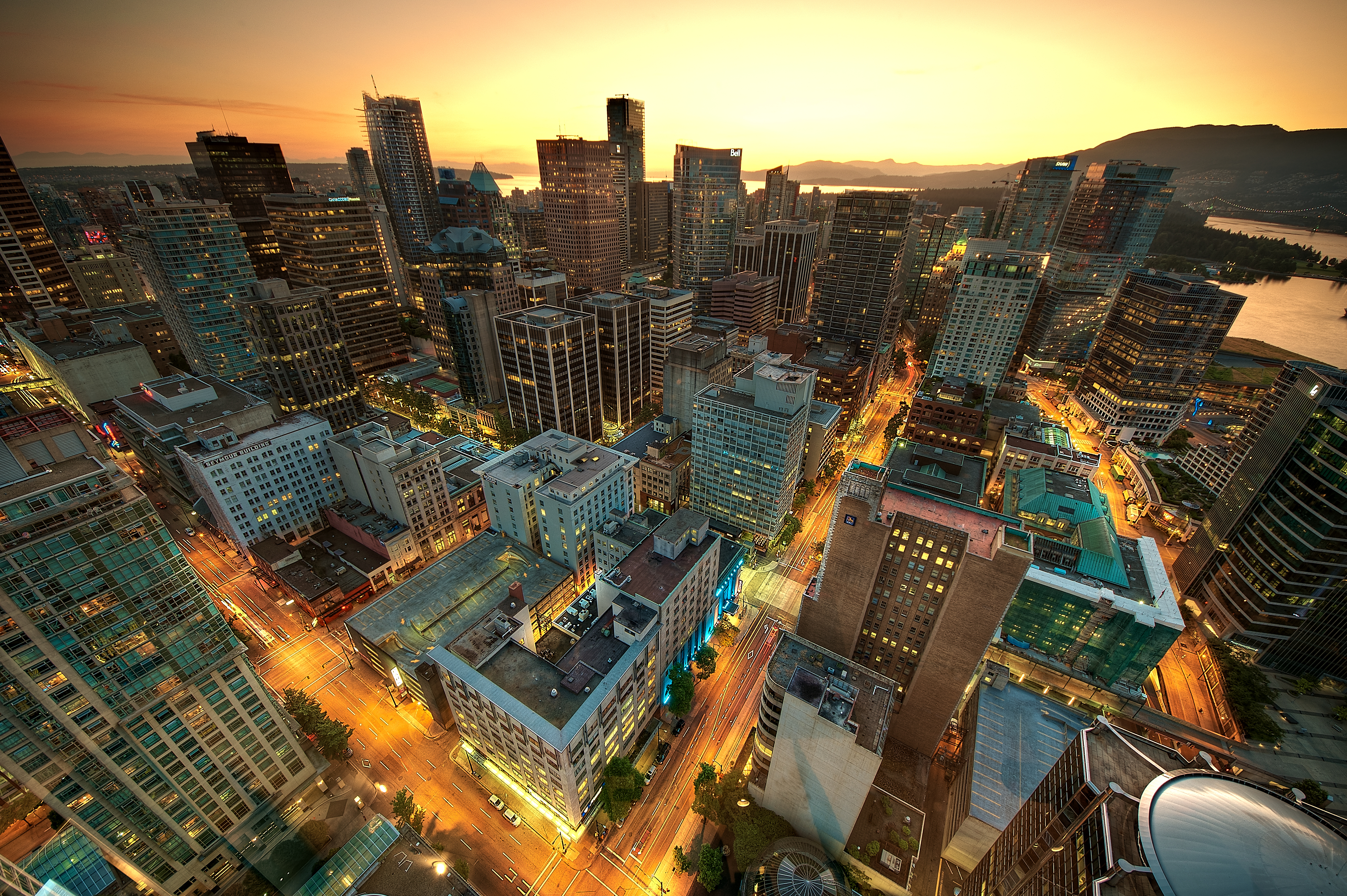
Vancouver, en Columbia Británica, es la ciudad más poblada de la provincia, y la tercera aglomeración más grande del país.

Alrededor del 20% de toda la comunidad indo-canadiense reside en el Gran Vancouver y zonas cercanas. El asentamiento por parte de indo-canadienses ha ocurrido de manera intensa desde que el sistema de puntos se introdujo para permitir que los inmigrantes ingresen en Canadá.
Las concentraciones más altas de densidad de indo-canadienses se encuentran en Vancouver, Surrey, Burnaby, Richmond, Abbotsford y Delta. Recientemente, más indios han estado mudándose hacia otras zonas fuera del área metropolitana de Vancouver. La ciudad de Surrey cuenta con más de 107.000 asiáticos del sur, comprendiendo alrededor del 30% de la población de la ciudad. El barrio Punjabi Market de South Vancouver también tiene una gran concentración de residentes indios, tiendas y restaurantes.
Una gran mayoría de los indo-canadienses en Vancouver son de origen punyabí sij. Sin embargo, también hay poblaciones con otras etnias, incluyendo aquellas de origen guyaratí, tamil, bengalí, y goano.

#### Calgary

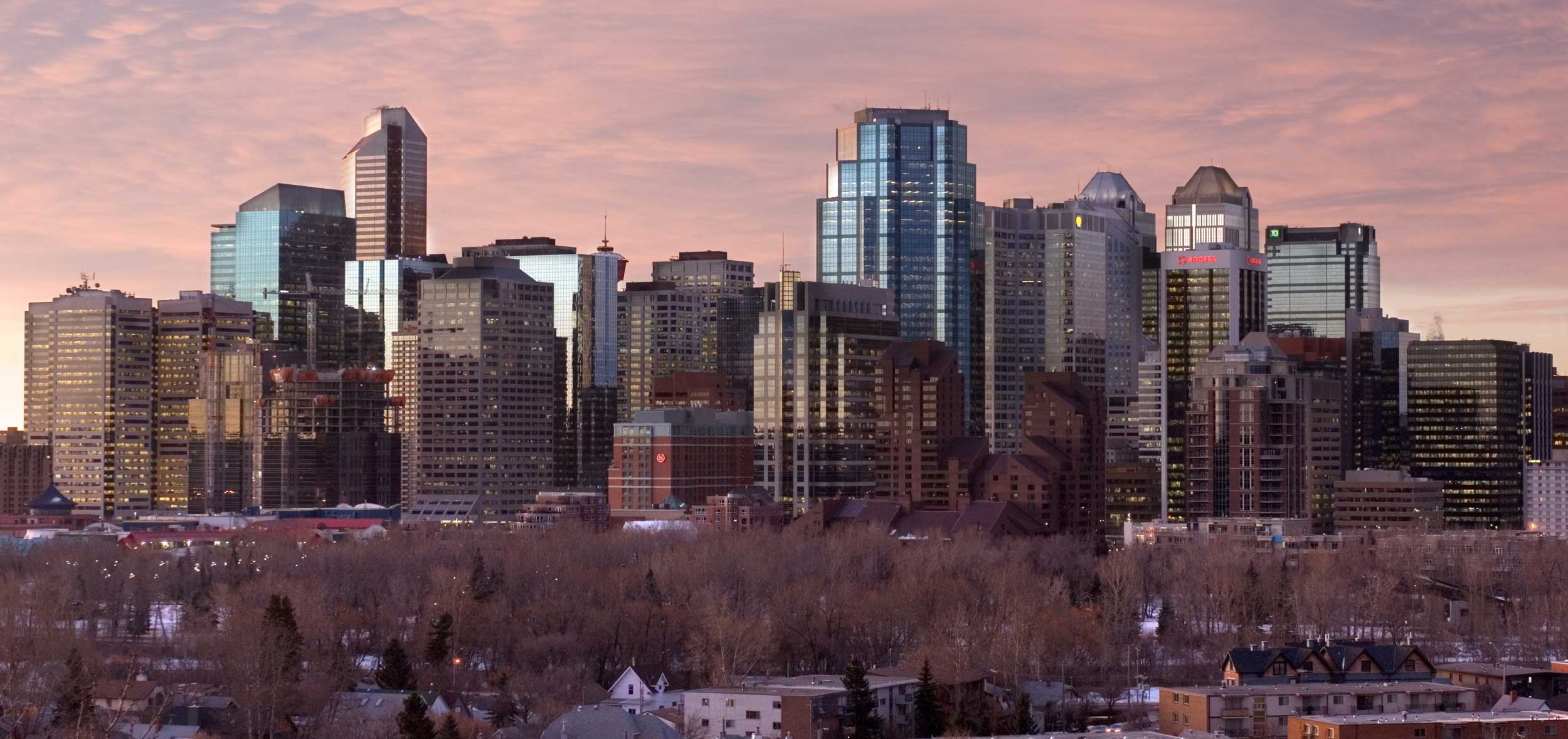
Calgary es la ciudad más poblada de la provincia de Alberta.

El 5% de la población indo-canadiense reside en Calgary. La ciudad tiene una de las comunidades indias de más rápido crecimiento en Canadá. Los indo-canadienses son la segunda mayor minoría en Calgary después de los chinos.

## Indo-canadienses
- Jinder Mahal
- Sim Bhullar